# Kongregacija za verski nauk

Kongregacija za verski nauk tudi Kongregacija za nauk vere, (latinsko Congregatio pro Doctrina Fidei kratica CDF), pogosto tudi Sveta pisarna, je bila najstarejša kongregacija Rimske kurije, ki je skrbela za doktrino Rimskokatoliške cerkve. Ustanovljena je bila za obrambo katoliške cerkve pred herezijo, bila je organ, odgovoren za razglašanje in obrambo katoliškega nauka.

## Zgodovina
Kongregacija je bila ustanovljena 21. julija 1542, z apostolsko konstitucijo papeža Pavla III. kot Vrhovna posvečena kongregacija rimske in univerzalne inkvizicije, ki so jo sestavljali kardinali in drugi uradniki. Predstavljala je zadnjo prizivno sodišče za procese proti heretikom in bila pomembno orodje protireformacije.

## Preimenovanja
Prvotni naziv Vrhovna sveta kongregacija rimske in univerzalne inkvizicije je leta 1908 papež Pij X. spremenil v Vrhovno posvečeno kongregacijo Svete pisarne, nakar je bila 7. decembra 1965 (po koncu 2. vatikanskega koncila) z apostolsko konstitucijo Integrae Servandae papeža Pavla VI. preimenovana v Posvečeno kongregacijo za verski nauk. Zadnje preimenovanje se je zgodilo leta 1983, ko je odpadel prilastek Posvečena. Še vedno je neuradno znana kot »sveti urad« (latinsko Sanctum Officium).

## Organi kongregacije
Kongregacija obsega svetovalni odbor, ki vključuje kardinale, škofe, duhovnike, laične teologe in kanonske pravnike. 
- Papeška biblična komisija
- Mednarodna teološka komisija
- Medkongregacijska komisija za Katekizem katoliške Cerkve
- Arhiv Kongregacije za verski nauk

## Vodstvo kongregacije

### Prefekti (kardinali)
- Alfredo Ottaviani (7. november 1959 - 6. januar 1968)[5]
- Franjo Šeper (8. januar 1968 - 25. november 1981) (do upokojitve)
- Joseph Ratzinger (25. november 1981 - 2. april 2005) (do izvolitve za papeža)
- William Joseph Levada (1. maj 2005 - 2012)
- Gerhard Ludwig Müller (2. julij 2012 - 2017)
- Luis Francisco Ladaria Ferrer (2. julij 2017- vršilec dolžnosti)

### Tajniki
- Rafael Merry del Val (14. oktober 1914 - 26. februar 1930) (umrl)
- Donato Sbarretti (Donato Raffaele Sbarretti Tazza) (4. julij 1930 - 1. april 1939) (umrl)
- Francesco Marchetti-Selvaggiani (30. april 1939 - 13. januar 1951) (umrl)
- Giuseppe Pizzardo (16. februar 1951 - 12. oktober 1959)
- Alfredo Ottaviani (7. november 1959 - 7. december 1965)
- Pietro Parente (7. december 1965 - 29. junij 1967)
- Paul-Pierre Philippe (29. junij 1967 - 6. marec 1973)
- Jean Jérôme Hamer (14. junij 1973 - 8. april 1984)
- Alberto Bovone (5. april 1984 - 13. junij 1995)
- Tarcisio Bertone (13. junij 1995 - 10. december 2002)
- Angelo Amato (19. december 2002 - 9. julij 2008)
- Luis Francisco Ladaria Ferrer (9. julij 2008 - 1. julij 2017)
- Giacomo Morandi (18. julij 2017 - 10. januar 2022)
- John Joseph Kennedy (Disciplinski oddelek) (23. april 2022 - danes)
- Armando Matteo (Doktrinalni oddelek) (23. april 2022 - danes)

## Ukinitev
Kongregacija je bila ukinjena z apostolsko konstitucijo papeža Frančiška Praedicate Evangelium, objavljeno 19. marca 2022. Ta je stopila v veljavo 5. junija 2022, na binkošti, ter je nadomestila apostolsko konstitucijo Pastor Bonus iz leta 1988. Njene naloge in zadožitve so bile na novo oblikovane v okviru Dikasterija za nauk vere.